# 大徹忠晃
大徹 忠晃（だいてつ ただみつ、1956年10月29日 - ）は、福井県大野市出身で二所ノ関部屋に所属した元大相撲力士。本名は南 忠晃（みなみ ただみつ）。身長193cm、体重130kg。得意手は左四つ、吊り、寄り。最高位は西小結（1987年3月場所）。

## 来歴
中学時代は剣道をやっていた。長身を見出されて二所ノ関部屋に入門し、中学在学中の1971年（昭和46年）7月場所に初土俵を踏んだ。東京で名を上げるために泣いて反対する母を振り切っての入門であった。1975年9月3日の押尾川部屋独立騒動では17代押尾川の側についたが、移籍は認められず二所ノ関部屋に残留することになった。1980年1月場所に新十両へ昇進。十両の壁に阻まれて翌3月場所で幕下に陥落し、本人も関取に昇進したので廃業しようかと考えたが、福井県に縁がある後援会関係者から場所が終わる度に「それが限界か」と再三激励され、1983年11月場所で新入幕を果たした。全力を出して尚大成しなかった場合は後援会関係者の会社が面倒を見る意向であった。長身を活かしての吊り寄りで攻める相撲で、右上手を取ると強かったが、腰高で立合いが甘いため突き押し力士を苦手としていた。
1985年7月場所では2日目に横綱・千代の富士をうっちゃりで破り自身初となる金星を挙げた。その取組の流れは、素早く両上手を引き付け、強引に寄る千代の富士に対し、大徹が無意識に左上手からの右へ振ると、勢いのついていた千代の富士の左足は大きく土俵を割った、というものであった。1987年3月場所に小結へ昇進し、福井県出身力士としては昭和以降では初となる三役昇進を果たした。地方巡業では気軽にサインや写真撮影に応じるなど非常に気さくで陽気な性格で、極端に太く長い揉み上げ（後に同じような揉み上げを持つ力士として闘牙や隆の鶴が登場している）で、長身で珍しい黄土色の廻しを使うなど味わい深い個性的な風貌に加え、デーモン小暮のラジオ「大徹コーナー」や集英社・『週刊少年ジャンプ』の『ジャンプ放送局』における「まわしリニューアル投稿」で大徹を初めて知ったファンなど、幅広い層のファンを多く持つ力士であった。全国からサインなどをもらいに来るファンは絶えず、二所ノ関部屋の稽古場は屋上にあって一般客は見ることができなかったものの、大徹のサインや写真撮影は例外的に認められていたほどで、未だ人気は衰えていない。
1990年9月場所限りで引退し、年寄・湊川を襲名した。初土俵から引退まで1日も休場せずに土俵を務め上げた。怪我は稽古で治すものとされた時代背景上、肋骨にヒビが入り、手指の根元が裂けても休場しなかった。引退後は二所ノ関部屋の部屋付き親方として後進の指導に当たっていたが、2013年1月場所後に二所ノ関部屋が閉鎖されたために同じ二所ノ関一門の松ヶ根部屋へ移籍した。しかし、2014年11月場所後に松ヶ根部屋が改称されたため、再度二所ノ関部屋所属に戻った。2021年12月24日に二所ノ関部屋は再度改称されたため、その後は放駒部屋に所属していた。2006年1月場所まで審判部に所属し、2010年7月場所では大相撲野球賭博問題により謹慎処分を受けた佐渡ヶ嶽親方の代理として4年半ぶりに審判に復帰し、翌9月場所から正式に審判部へ復帰した。現在も地元の福井で子供を対象にした相撲教室を行うなど精力的に活動している。また、JA福井県経済連が作成した若狭牛のリーフレットにも登場している。
2014年、公益法人化された日本相撲協会の評議員に就任したため、2014年3月場所から2018年3月場所までの25場所の間、番付上は本名の「南 忠晃」名義となっていた。2018年3月26日に評議員を退任し、2018年5月からは、役員以外の親方衆で構成される年寄会の副会長を務めていた。2021年10月の65歳の誕生日をもって日本相撲協会を停年退職した。以後再雇用により参与として引き続き協会に在職したが、2024年6月30日付で退職した。停年の際に、体重が現役時を上回る140kgとなっていることも明かされた。
年寄名跡「湊川」は本人が退職後、協会に残れない危機に瀕していた一門の貴景勝が襲名したため、一肌脱いで譲った格好となった。

## デーモン閣下との縁（えにし）
好角家として知られるミュージシャン・デーモン閣下との交流は、1987年4月から1990年5月に放送されたラジオ番組『デーモン小暮のオールナイトニッポン』がきっかけである。番組開始当時、聖飢魔IIの大教典（アルバムのようなもの）の歌詞がNHK内で「放送に適さない楽曲」に指定されていたことに対して、再三「迫害だ」と怒っていたところ、番組内の1コーナー「大相撲を666倍楽しむ方法」宛に、「聖飢魔II同様、NHKに迫害されている力士」として大徹の名を挙げる投稿があった。当時幕内中位あたりに定着していた大徹が登場するときに限って「5時のニュース」「明日の取り組み」「今日ここまでの結果」などに邪魔されて満足に放送してもらえない、という内容の投稿に大笑いしたデーモン閣下が「お前ら大徹を応援しろ」と言ったところ、翌週から大徹に関する投稿が激増し、ついには独立して「大徹コーナー」まで設けられるほどになった。少年隊の曲『stripe blue』の一節「♪抱いて強く〜」が「大徹、強く〜」と聞こえることから、大徹が負け込んでいるときには頻繁に流されていた。
同番組にゲスト出演した南野陽子に「大徹さんがんばってね」と言わせたセリフをサンプリングしたラップ調の専用ジングル（通称・大徹ラップ）を製作してもらうなど「大徹コーナー」はますます勢いづき、名古屋場所を直前に控えた1987年6月29日、ついに大徹本人のゲスト出演が実現した。大徹はファンの投稿にあった「（大徹は）和式便所の蓋に似ている」という話を他人事のように大笑いしたり、「若い人たちの声援が増えてうれしい」とネタにされたことを肯定的に受け止め、デーモン閣下に対しても「多くの人に相撲に興味を持ってもらえるよう、これからもよろしくお願いします」と真摯に語った。この時の自己紹介「大徹です」が、前述の大徹ラップに追加され、「ダダダダ大徹　ダダダダ大徹　大徹大徹『がんばってね』『大徹です』」という完成形に至った。番組出演後もデーモン小暮のバスタオルを身にまとって花道に登場したり、聖飢魔IIの黒ミサ（コンサートのようなもの）を観に行って歓迎を受けるなどといった交流が始まり、引退後も断髪式で鋏を入れてもらったり、『VAN VAN相撲界』誌上で対談したりなどという関係が続いている。後に、デーモン閣下がNHKの大相撲中継に出演するようになり、その際に、勝負審判として土俵下に座っている湊川がテレビカメラに映された際に、「ダダダダ大徹・・」とつぶやくこともあった。

## エピソード
大徹の黄土色（本人は金色と主張していた）の廻しの色は相当に強烈な印象を見る側に与えていたようで、『週刊少年ジャンプ』の投稿コーナー・『ジャンプ放送局』では、大徹の廻しの色がグリーンに変わったときには、1ページ丸ごと、大きくそれを知らせる投稿記事が載せられたほどである。この投稿コーナーは大徹の人気をさらに後押しし、新たな大徹のファンも多く生み出すこととなった。地方のラジオ局の替え歌投稿コーナーで大徹をネタにした曲が投稿され採用されたこともある。
NHK総合テレビの大相撲中継に小沢昭一がゲストとして呼ばれた際、アナウンサーが小沢に「贔屓の力士は誰ですか？」と聞くと、小沢は「大徹です」と答えた。アナウンサーがニヤニヤしながら「ほう、それはどうしてですか?」と聞くと小沢は大真面目に「勝つ気が全く見られない無欲の取組が素晴らしい」と答えた。
千代の富士を破った一番では、取り組み前に二所ノ関親方から「勝ったら100万円やる」と言われたが、「勝てるはずが無いからいいです」と断った。この話は、大徹が負けたら10万円払うという条件だったが、最終的には1万円でも断った。しかし、勝った時「半分でいいから下さい」と言って、二所ノ関親方が呆れながら怒った。千代の富士を破った一番で、NHKのインタビュールームに来て最初に受けた質問は「ここへの道はわかりましたか?」。千代の富士を破った一番の翌日、地元の福井新聞は一面にこの記事を持ってきて、特集も組んだほどである。
酒豪の多い相撲界において、徹底的な下戸で有名であり、現役時代から現在に至るまで酒は一滴も飲めない。
審判部所属時に2012年11月場所（九州場所）9日目（2012年11月19日）の豪栄道と日馬富士の取組において、日馬富士の足が土俵外が出たと判断し、「勝負あった」として、この取組を止めさせたが、実際にはまだ勝負がついておらず、誤審だったことが判明した。このため、史上初の「やり直し」という事態となり（やり直しの結果は日馬富士の勝ち）、後日審判部長の鏡山と共に理事長である北の湖の元を訪れ、謝罪した。この一件以降、微妙な判定が発生した場合はすぐに取組を止めずに行司が軍配をどちらかに上げてから協議することになった。

## 主な成績
- 通算成績：587勝612敗 勝率.490
- 幕内成績：209勝256敗 勝率.449
- 現役在位：115場所
- 幕内在位：31場所
- 三役在位：1場所（小結1場所）
- 通算連続出場：1199回（序ノ口以来、1971年9月-1990年9月）
- 金星：1個（千代の富士。1985年7月場所2日目）

### 場所別成績
| | 一月場所 初場所（東京） | 三月場所 春場所（大阪） | 五月場所 夏場所（東京） | 七月場所 名古屋場所（愛知） | 九月場所 秋場所（東京） | 十一月場所 九州場所（福岡） |
| --- | ----------------------- | ----------------------- | ----------------------- | --------------------------- | ----------------------- | --------------------------- |
| 1971年 （昭和46年） | x                       | x                       | x                       | （前相撲）                  | 東序ノ口9枚目 4–3       | 東序二段75枚目 2–2          |
| 1972年 （昭和47年） | 東序二段63枚目 0–3      | 西序二段87枚目 –        | 西序二段87枚目 5–2      | 西序二段28枚目 3–4          | 東序二段36枚目 4–3      | 東序二段22枚目 3–4          |
| 1973年 （昭和48年） | 東序二段32枚目 5–2      | 東三段目71枚目 2–5      | 西序二段10枚目 3–4      | 西序二段22枚目 5–2          | 西三段目66枚目 4–3      | 東三段目51枚目 3–4          |
| 1974年 （昭和49年） | 東三段目64枚目 5–2      | 東三段目38枚目 4–3      | 東三段目29枚目 3–4      | 東三段目39枚目 3–4          | 東三段目47枚目 4–3      | 西三段目35枚目 3–4          |
| 1975年 （昭和50年） | 東三段目44枚目 2–5      | 東三段目62枚目 4–3      | 西三段目48枚目 5–2      | 西三段目21枚目 3–4          | 西三段目32枚目 5–2      | 西三段目4枚目 4–3           |
| 1976年 （昭和51年） | 東幕下53枚目 4–3        | 西幕下45枚目 3–4        | 西幕下57枚目 3–4        | 西三段目9枚目 5–2           | 西幕下45枚目 4–3        | 西幕下32枚目 2–5            |
| 1977年 （昭和52年） | 東幕下55枚目 4–3        | 西幕下43枚目 4–3        | 西幕下31枚目 5–2        | 東幕下16枚目 3–4            | 東幕下23枚目 5–2        | 東幕下11枚目 3–4            |
| 1978年 （昭和53年） | 西幕下16枚目 3–4        | 西幕下23枚目 4–3        | 東幕下18枚目 3–4        | 西幕下26枚目 3–4            | 西幕下35枚目 4–3        | 東幕下28枚目 4–3            |
| 1979年 （昭和54年） | 東幕下22枚目 6–1        | 西幕下4枚目 2–5         | 東幕下22枚目 2–5        | 西幕下41枚目 7–0            | 東幕下5枚目 4–3         | 西幕下3枚目 4–3             |
| 1980年 （昭和55年） | 西十両12枚目 2–13       | 西幕下11枚目 3–4        | 東幕下18枚目 2–5        | 西幕下37枚目 3–4            | 東幕下46枚目 6–1        | 東幕下22枚目 5–2            |
| 1981年 （昭和56年） | 東幕下10枚目 4–3        | 東幕下7枚目 2–5         | 西幕下19枚目 4–3        | 西幕下11枚目 4–3            | 西幕下8枚目 1–6         | 西幕下32枚目 6–1            |
| 1982年 （昭和57年） | 東幕下10枚目 4–3        | 東幕下7枚目 4–3         | 西幕下4枚目 5–2         | 西十両13枚目 8–7            | 東十両9枚目 10–5        | 西十両3枚目 6–9             |
| 1983年 （昭和58年） | 東十両8枚目 9–6         | 西十両4枚目 9–6         | 東十両筆頭 5–10         | 東十両7枚目 9–6             | 西十両4枚目 11–4        | 西前頭11枚目 8–7            |
| 1984年 （昭和59年） | 東前頭9枚目 8–7         | 西前頭4枚目 5–10        | 西前頭9枚目 8–7         | 西前頭6枚目 6–9             | 東前頭11枚目 8–7        | 西前頭7枚目 8–7             |
| 1985年 （昭和60年） | 西前頭3枚目 4–11        | 東前頭12枚目 8–7        | 東前頭8枚目 8–7         | 東前頭4枚目 4–11 ★          | 東前頭12枚目 9–6        | 西前頭3枚目 5–10            |
| 1986年 （昭和61年） | 西前頭10枚目 8–7        | 西前頭7枚目 7–8         | 東前頭10枚目 7–8        | 西前頭11枚目 8–7            | 東前頭7枚目 8–7         | 西前頭筆頭 5–10             |
| 1987年 （昭和62年） | 東前頭6枚目 9–6         | 西小結 3–12             | 西前頭7枚目 6–9         | 西前頭11枚目 9–6            | 東前頭4枚目 4–11        | 西前頭10枚目 8–7            |
| 1988年 （昭和63年） | 東前頭5枚目 5–10        | 西前頭11枚目 9–6        | 東前頭6枚目 5–10        | 西前頭13枚目 8–7            | 西前頭8枚目 6–9         | 西前頭11枚目 5–10           |
| 1989年 （平成元年） | 東十両2枚目 6–9         | 西十両5枚目 6–9         | 東十両10枚目 10–5       | 西十両3枚目 5–10            | 西十両9枚目 10–5        | 東十両5枚目 5–10            |
| 1990年 （平成2年） | 西十両11枚目 9–6        | 西十両5枚目 7–8         | 東十両7枚目 8–7         | 東十両4枚目 5–10            | 西十両10枚目 引退 6–9–0 | x                           |
| 各欄の数字は、「勝ち-負け-休場」を示す。 優勝 引退 休場 十両 幕下 三賞：敢=敢闘賞、殊=殊勲賞、技=技能賞 その他：★=金星 番付階級：幕内 - 十両 - 幕下 - 三段目 - 序二段 - 序ノ口 幕内序列：横綱 - 大関 - 関脇 - 小結 - 前頭（「#数字」は各位内の序列） |                         |                         |                         |                             |                         |                             |

- 1971年11月から1972年3月までは中学生のために特別扱い

## 幕内対戦成績
| 力士名     | 勝数 | 負数 | 力士名   | 勝数 | 負数 | 力士名   | 勝数 | 負数 | 力士名   | 勝数 | 負数 |
| ---------- | ---- | ---- | -------- | ---- | ---- | -------- | ---- | ---- | -------- | ---- | ---- |
| 青葉城     | 5    | 5    | 安芸ノ島 | 0    | 1    | 朝潮     | 0    | 5    | 旭富士   | 2    | 1    |
| 天ノ山     | 0    | 1    | 板井     | 8    | 5    | 恵那櫻   | 5    | 1    | 大潮     | 1    | 1    |
| 巨砲       | 7    | 6    | 大錦     | 6    | 9    | 大乃国   | 1    | 2    | 大乃花   | 1    | 0    |
| 大豊       | 1    | 0    | 魁輝     | 6    | 3    | 騏乃嵐   | 0    | 1    | 霧島     | 5    | 10   |
| 起利錦     | 4    | 6    | 蔵間     | 9    | 6    | 高望山   | 7    | 9    | 港龍     | 1    | 3    |
| 琴稲妻     | 2    | 3    | 琴ヶ梅   | 3    | 2    | 琴千歳   | 1    | 0    | 琴富士   | 1    | 0    |
| 小錦       | 0    | 4    | 斉須     | 1    | 1    | 逆鉾     | 4    | 5    | 佐田の海 | 6    | 8    |
| 薩洲洋     | 2    | 6    | 嗣子鵬   | 0    | 1    | 陣岳     | 6    | 7    | 太寿山   | 7    | 7    |
| 隆の里     | 0    | 2    | 貴ノ浜   | 0    | 1    | 孝乃富士 | 4    | 5    | 隆三杉   | 6    | 12   |
| 高見山     | 0    | 1    | 多賀竜   | 14   | 7    | 玉龍     | 4    | 8    | 竹葉山   | 1    | 0    |
| 千代の富士 | 1    | 5    | 寺尾     | 5    | 5    | 出羽の花 | 4    | 3    | 闘竜     | 6    | 8    |
| 栃赤城     | 1    | 1    | 栃司     | 3    | 8    | 栃剣     | 8    | 5    | 栃乃和歌 | 1    | 1    |
| 栃光       | 3    | 1    | 栃纒     | 1    | 0    | 南海龍   | 1    | 2    | 花乃湖   | 2    | 9    |
| 花ノ国     | 2    | 0    | 飛騨乃花 | 5    | 3    | 藤ノ川   | 4    | 2    | 富士乃真 | 2    | 4    |
| 双羽黒     | 0    | 2    | 北天佑   | 0    | 4    | 北勝海   | 0    | 3    | 前乃臻   | 3    | 2    |
| 舛田山     | 5    | 2    | 益荒雄   | 1    | 5    | 三杉磯   | 2    | 1    | 三杉里   | 0    | 1    |
| 水戸泉     | 3    | 4    | 両国     | 0    | 3    | 若嶋津   | 0    | 5    | 若瀬川   | 2    | 2    |
| 若の富士   | 2    | 1    | 鷲羽山   | 1    | 1    |          |      |      |          |      |      |